# (3550) Link
(3550) Link es un asteroide perteneciente al cinturón de asteroides, descubierto el 20 de diciembre de 1981 por Antonín Mrkos desde el Observatorio Kleť, České Budějovice, República Checa.

## Designación y nombre
Designado provisionalmente como 1981 YS. Fue nombrado Link en honor al astrónomo checo František Link.